# 朱长岭
朱长岭，生于中华人民共和国北京市，高级工程师，2010年起担任中国家具协会(China National Furniture Association)理事长。

## 人物经历
- 1969年参加工作[2]；
- 1999年任中国家具协会副秘书长[2]；
- 2004年-2010年任中国家具协会副理事长[2]；
- 2010年起担任中国家具协会理事长[2]。